# ’s-Heerenberg
Die niederländische Stadt ’s-Heerenberg ist Teil der Gemeinde Montferland in der Provinz Gelderland. Sie liegt in den Regionen Liemers und Achterhoek an der Grenze zu Deutschland.

## Nachbarorte
’s-Heerenberg liegt etwa 25 km südöstlich der niederländischen Großstadt Arnheim, die über die A12 zu erreichen ist. In die deutsche Kreisstadt Kleve im Südwesten sind es etwa 20 km. Unmittelbar jenseits der Grenze, etwa 4 km von ’s-Heerenberg entfernt, ist Emmerich am Rhein. Nach Kleve und Emmerich führt die B 220. Das Ruhrgebiet liegt ca. 70 km südöstlich, auf der Straße via A 3 erreichbar.
| Stokkum Beek (NL)      | Zeddam Braamt (NL)                          | Azewijn Terborg (NL)     |
| Stokkum (NL) Elten (D) | Kompassrose, die auf Nachbargemeinden zeigt | Ulft Gendringen (NL)     |
| Hüthum Kleve (D)       | Emmerich (D)                                | Netterden Megchelen (NL) |

## Geschichte

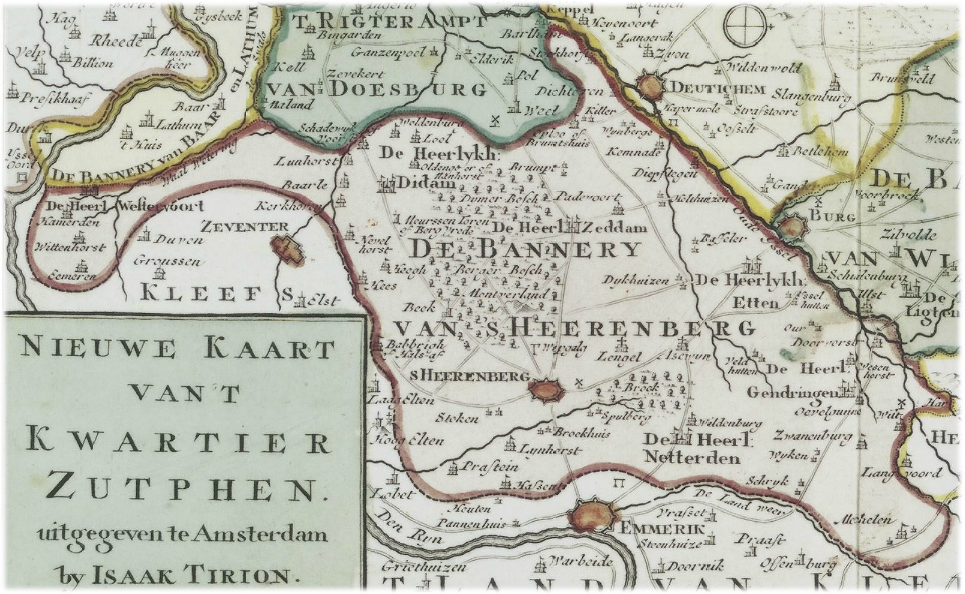
Karte der Bannerij ’s Heerenberg aus dem Jahr 1757

- Bereits im Jahr 1064 wurden die Herren von Bergh schriftlich erwähnt.
- Im Jahre 1379 verlieh Wilhelm I. von dem Bergh ’s-Heerenberg die Stadtrechte.
- Bergh besaß auch ein eigenes Münzrecht. Am Münzwall (Muntwal) steht noch heute das Münzgebäude (Muntgebouw), ein Haus aus dem 15. Jahrhundert.
- Das jährlich stattfindende Mechteld-ten-Ham-Wochenende erinnert an eine Frau, die im 17. Jahrhundert in ’s-Heerenberg lebte und der Hexerei verdächtigt wurde. Sie wurde verurteilt, eine Hexe zu sein und hatte so die Wasserprobe zu überstehen. Sie blieb am Leben, weshalb man sie auf dem Scheiterhaufen verbrannte.
- Im Jahr 1757 gehörten zur Bannerij (Bannerherrschaft) ’s-Heerenberg mit der Stadt ’s-Heerenberg als Zentrum die Herlijkheden (Burgen) Westervoort, Didam, Zeddam, Netterden, Etten und Gendringen.
- Bis 1821 war ’s-Heerenberg eine eigenständige Gemeinde, die dann zu Bergh kam.
- Am 1. Januar 2005 wurden Bergh und Didam zur Gemeinde Montferland zusammengeschlossen.

## Kultur und Sehenswürdigkeiten

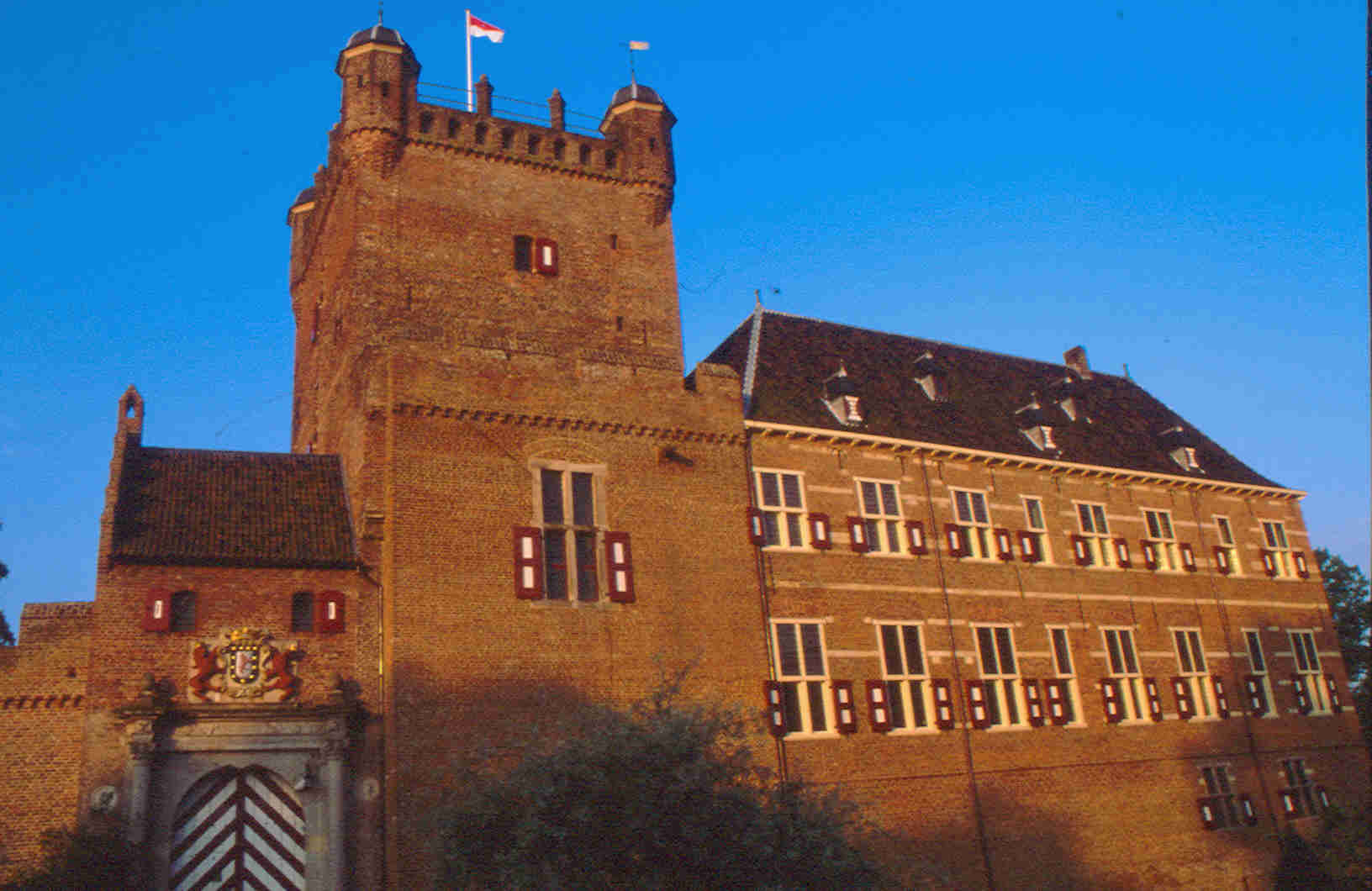
Haus Bergh, Stammsitz der Grafen von dem Bergh

Die mittelalterliche St. Pancras en Joriskerk ist seit der Reformation protestantisch. Die katholische St.-Pankratius-Kirche entstand 1895–97 im neugotischen Stil.
In der Stadt befindet sich Haus Bergh, eines der größten und bedeutsamsten Schlösser des Landes und ehemaliger Stammsitz der Grafen von dem Bergh. Es geht vermutlich auf den Anfang des 12. Jahrhunderts zurück. Die heute erhaltenen Gebäude wurden im 14. bis 17. Jahrhundert gebaut.
Von 1910 bis 1937 gab es in der Stadt ein von deutschen Jesuiten gegründetes Kloster (Bonifatiushaus), das unter anderem vom späteren Archäologen Engelbert Kirschbaum sowie vom späteren Missionar und Zenmeister Pater Lassalle besucht wurde. 1937 übernahmen die Weißen Väter das Kloster. Von 1958 bis 1971 lebten Salesianer Don Boscos im Kloster. Sie nannten es Don Rua und unterhielten ein Jungeninternat darin. 1971 wurde das Internat wegen mangelnder Nachfrage geschlossen und das Gebäude verkauft. Später befand sich das Kreativitätszentrum Gouden Handen darin.

## Verkehr
Im öffentlichen Nahverkehr ist ’s-Heerenberg per Bus mit Doetinchem (Linie 24) und Emmerich (Linie 91) verbunden. Die nächstgelegenen Bahnhöfe befinden sich in Zevenaar und in Emmerich. Die Straßenbahn Zutphen–Emmerich verkehrte bis 1953 über ’s-Heerenberg, sie wurde vier Jahre später abgebaut.
Zum Teil entlang der Stadtgrenze verläuft auf deutscher Seite die Bundesautobahn 3 (E 35) mit der Anschlussstelle Emmerich.

## Persönlichkeiten
- Lambert von Heerenberg (* um 1430/35; † 1499), Philosoph und Theologe, wurde in ’s-Heerenberg geboren (auch „Lambertus de Monte Domini“)[3]